# 佩恩鎮區 (印第安納州傑伊縣)
佩恩鎮區（英語：Penn Township）是位於美國印第安納州傑伊縣的一個行政鎮區。

## 地方資料
根據2010年美國人口普查的數據，佩恩鎮區的面積為78.20平方千米，當中陸地面積為78.20平方千米，而水域面積為0.00平方千米。當地共有人口1239人，而人口密度為每平方千米15.84人。